# Жуково (Раменский район)
Жуково — деревня Раменского района Московской области, входит в состав Чулковского сельского поселения, расположена на берегу реки Пахры. Население — 26 чел. (2010).
В XIV веке землями, на которых находится современная деревня Жуково, владел боярин Андрей Иванович Кобыла. В 1627 году деревня Жуково входила в поместье князя Данилы Григорьевича Гагарина.

## Население
| 1926 | 2002 | 2010 |
| ---- | ---- | ---- |
| 97   | ↘10  | ↗26  |